# Panorpa galerita
Panorpa galerita är en näbbsländeart som beskrevs av George W. Byers 1962. Panorpa galerita ingår i släktet Panorpa och familjen skorpionsländor. Inga underarter finns listade i Catalogue of Life.